# Chester County (Pennsylvania)
Das Chester [ˈtʃɛstɚ] County ist ein County im US-Bundesstaat Pennsylvania. Das U.S. Census Bureau hat bei der Volkszählung 2020 eine Einwohnerzahl von 534.413 ermittelt. Der Verwaltungssitz (County Seat) ist West Chester.
Das Chester County ist Bestandteil der Delaware Valley genannten Metropolregion um die Stadt Philadelphia.

## Geographie
Das County liegt im südwestlichen Vorortbereich von Philadelphia und wird im Süden durch die Mason-Dixon-Linie von Maryland getrennt; die südöstliche Grenze zu Delaware wird durch den Twelve - Mile Circle gebildet, einen vom Delaware River bis zur Mason - Dixon - Linie geschlagenen Kreisbogen mit dem Radius von zwölf Meilen um das alte Gerichtsgebäude von New Castle, Delaware.
Das Chester County hat eine Fläche von 1968 Quadratkilometern, wovon 10 Quadratkilometer Wasserfläche sind. An das Chester County grenzen folgende Countys:
|                  | Berks County            | Montgomery County            |
| Lancaster County |                         | Delaware County              |
|                  | Cecil County (Maryland) | New Castle County (Delaware) |

## Geschichte
Das Chester County wurde am 24. August 1682 als eines von drei ursprünglichen Countys in Pennsylvania von William Penn gegründet. Benannt wurde es nach der englischen Grafschaft Cheshire und dessen Hauptstadt Chester.
Am 10. Mai 1729 wurde das Lancaster County ausgegliedert, das Berks County wurde am 11. März 1752 aus Teilen des Chester, des Lancaster und des Philadelphia County gebildet. Im Winter 1777/78 schlug George Washington während des Amerikanischen Unabhängigkeitskrieges im Valley Forge sein Winterlager auf.
Als National Historical Park steht dieses Lager heute unter dem Schutz des National Park Service. Acht Orte im County haben den Status einer National Historic Landmark. 319 Bauwerke und Stätten des Countys sind im National Register of Historic Places (NRHP) eingetragen (Stand 18. Juli 2018).

## Demografische Daten

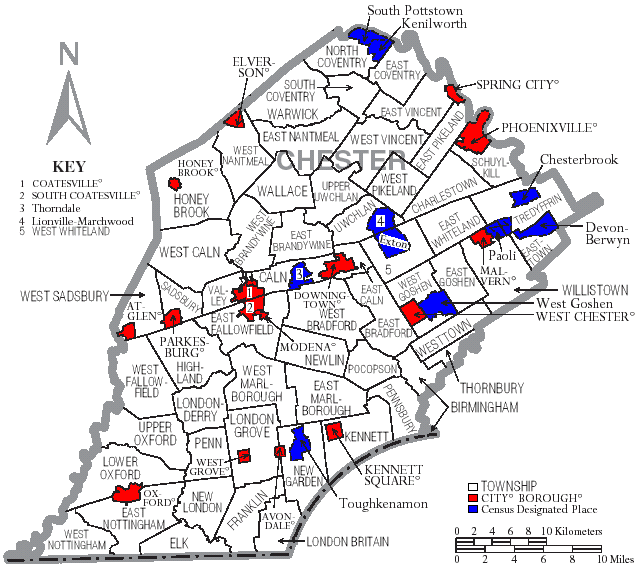
Karte des Chester Countys

Nach der Volkszählung im Jahr 2010 lebten im Chester County 498.886 Menschen in 175.312 Haushalten. Die Bevölkerungsdichte betrug 254,8 Einwohner pro Quadratkilometer.
Ethnisch betrachtet setzte sich die Bevölkerung zusammen aus 85,5 Prozent Weißen, 6,1 Prozent Afroamerikanern, 0,2 Prozent amerikanischen Ureinwohnern, 3,9 Prozent Asiaten sowie aus anderen ethnischen Gruppen; 1,8 Prozent stammten von zwei oder mehr Ethnien ab. Unabhängig von der ethnischen Zugehörigkeit waren 6,5 Prozent der Bevölkerung spanischer oder lateinamerikanischer Abstammung.
In den 175.312 Haushalten lebten statistisch je 2,68 Personen.
24,6 Prozent der Bevölkerung waren unter 18 Jahre alt, 62,8 Prozent waren zwischen 18 und 64 und 12,6 Prozent waren 65 Jahre oder älter. 50,5 Prozent der Bevölkerung war weiblich.
Das jährliche Durchschnittseinkommen eines Haushalts lag bei 81.380 USD. Das Prokopfeinkommen betrug 40.763 USD. 6,3 Prozent der Einwohner lebten unterhalb der Armutsgrenze.

## Colleges und Universitäten

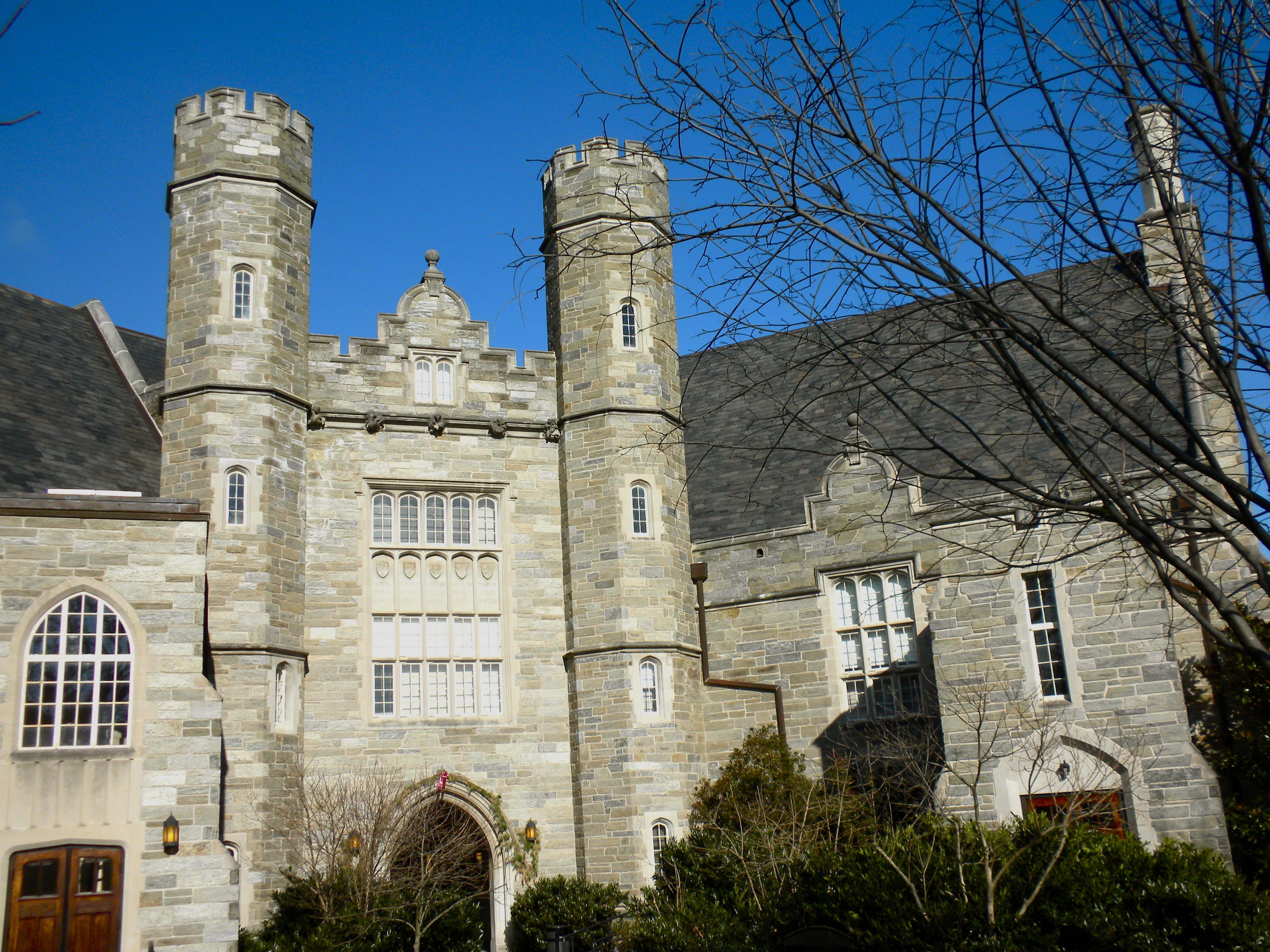
Philips Hall an der West Chester University of Pennsylvania

- Cheyney University of Pennsylvania (1837 als Institute for Colored Youth gegründet, damit die erste höhere Bildungsstätte für Schwarze in den USA)
- Delaware County Community College
- Immaculata University (katholisch)
- Lincoln University (1854 als Ashmun Institute gegründet auch für Schwarze, 1866 nach dem Sklavenbefreier benannt)
- Penn State Great Valley
- University of Valley Forge
- West Chester University of Pennsylvania

## Städte und Gemeinden
City
- Coatesville

Boroughs
- Atglen
- Avondale
- Downingtown
- Elverson
- Honey Brook
- Kennett Square
- Malvern
- Modena
- Oxford
- Parkesburg
- Phoenixville
- South Coatesville
- Spring City
- West Chester
- West Grove

Census-designated places (CDP)
- Berwyn
- Chesterbrook
- Devon
- Exton
- Kenilworth
- Lionville - Marchwood
- Paoli
- South Pottstown
- Thorndale
- Toughkenamon
- Unionville
- West Goshen

## Persönlichkeiten
- William L. Carlisle (1890–1964), berühmter Zugräuber